# 卡尔·黑森贝格
卡尔·黑森贝格（Karl Hessenberg，1904年9月8日—1959年2月22日）， 德国数学家、工程师。

## 生平
黑森贝格毕业于达姆施塔特工业大学，其导师是阿尔温·瓦尔特（Alwin Walther）。黑森贝格矩阵即是以他的名字命名的。他是作曲家库尔特·黑森贝格（Kurt Hessenberg）的兄长，其曾外祖父则是知名医生、作家海因里希·霍夫曼（Heinrich Hoffmann）。